# Stefano Paciello

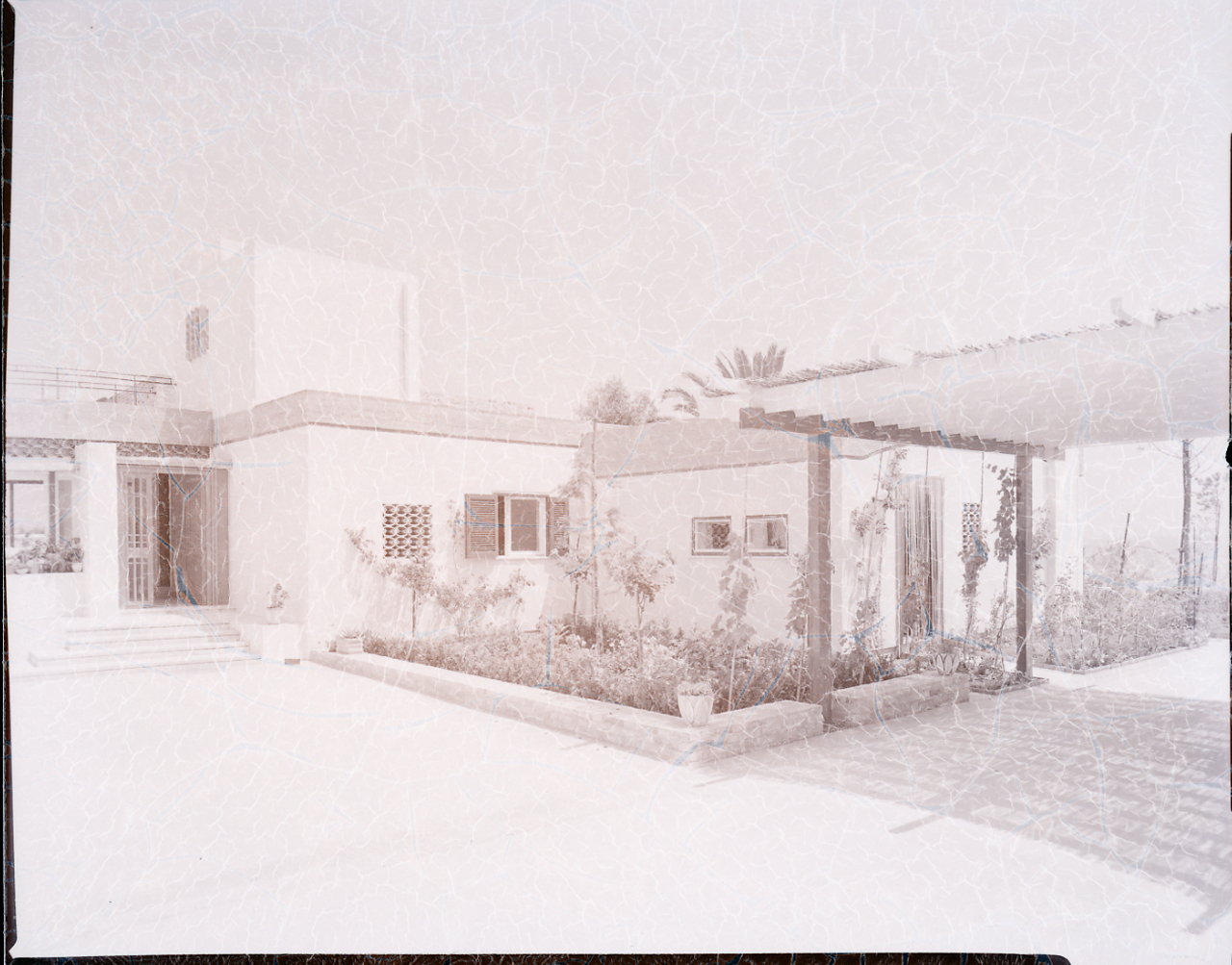
Villa a Napoli. Foto di Paolo Monti, 1963.

Stefano Paciello, detto Steno (Napoli, 1925 – Napoli, 1995), è stato un architetto italiano, attivo a Napoli nel secondo dopoguerra.

## Biografia
Conosciuto come Steno, Paciello fu un progettista importante durante la ricostruzione di Napoli nel dopoguerra. Operò tra gli anni cinquanta e gli anni ottanta, tra i suoi amici spicca l'architetto e storico Renato De Fusco che ricorda Paciello come una degli architetti più colti della città, rifacendosi allo stile anglosassone.
La formazione dell'architetto avvenne subito dopo la seconda guerra mondiale, sotto la guida di Marcello Canino, il principale maestro fu Carlo Cocchia e successivamente Giulio De Luca, svolse un viaggio in Brasile e successivamente ritorna in città dove apre un proprio studio di progettazione.
Divenne professore della Facoltà di architettura dell'Università degli Studi di Napoli Federico II e avviò una collaborazione con l'architetto Marcello Angrisani.

## Opere
Progetta edifici a torre e in linea nel Rione Traiano, a Formia ha progettato la villa di famiglia nel 1956 e pubblicata nelle più importanti riviste di architettura.
Tra i suoi pochi progetti c'è la realizzazione di Parco Manzoni con soluzioni progettuali di grande fascino e avveniristiche e il quartiere INA-Casa di Secondigliano insieme a Carlo Cocchia, Elio Lo Cicero, Michele Capobianco e Davide Pacanowski.